# Trần Nghệ Tông
Trần Nghệ Tông, né sous le nom Trần Phủ en 1321 et mort en 1394, est l'empereur du Đại Việt (ancêtre du Viêt Nam) de 1370 à 1372 et le huitième représentant de la dynastie Trần.

## Biographie
Troisième fils de l'empereur Trần Minh Tông, Trần Nghệ Tông succède à ses frères Trần Hiến Tông et Trần Dụ Tông et à son cousin Dương Nhật Lễ qu'il renverse en 1370 sur les conseils de son frère Trần Duệ Tông, rétablissant la famille Trần qui n'avait pas règné depuis la mort de Trần Dụ Tông deux ans plus tôt.
Une fois sur le trône, il tente de rétablir l'ordre au sein de la cour, qui s'était fortement dégradé sous les règnes successifs de Trần Dụ Tông et Dương Nhật Lễ, mais sa position est affaiblie par le manque de soutiens forts, ceux-ci ayant soit disparu lors des conflits contre le Laos et le royaume de Champā, ou s'étant écartés de la cour, mécontentés par les empereurs précédents et la corruption grandissante.
En 1371, il doit abandonner Thăng Long (actuelle Hanoï), la capitale du Đại Việt, face au roi de Champā Chế Bồng Nga. En 1372, il abdique en faveur de son frère cadet Trần Duệ Tông, avec lequel il continue de diriger le pays, comme il le fait ensuite avec le fils de dernier, Trần Phế Đế, puis son propre fils Trần Thuận Tông. Durant cette période, le Đại Việt continue d'essuyer des défaites contre le royaume de Champā, jusqu'en 1390 et la mort de Chế Bồng Nga.
Le vieil empereur  meurt en 1394, laissant le pays à Trần Thuận Tông, mais aussi sous le contrôle du général Hồ Quý Ly qui renversera six ans plus tard la dynastie Trần.

### Liste des Tran
- 1225-1258 : Trần Thái Tông († 1290);Fondateur de la dynastie Trần qui succède à la dynastie Ly
- 1258-1278 : Trần Thánh Tông, son fils;2e Empereur Trần
- 1278-1293 : Trần Nhân Tông, son fils, déposé ;3e Empereur
- 1293-1314 : Trần Anh Tông, son fils, abdique ;4e Empereur
- 1314-1329 : Trần Minh Tông, son fils, abdique ;5e Empereur
- 1329-1341 : Trần Hiến Tông, son fils ;6e Empereur
- 1341-1369 : Trần Dụ Tông, fils de Trần Minh Tông ;7e Empereur
- 1369-1370 : Duong Nhât Lê, (usurpateur) ;8e Empereur
- 1370-1372 : Trần Nghệ Tông, fils de Trần Minh Tông, abdique et meurt en 1394 ;9e Empereur
- 1372-1377 : Trần Duệ Tông, son frère ;10e Empereur
- 1377-1388 : Trần Phế Đế, son fils, abdique ;11e Empereur
- 1388-1398 : Trần Thuận Tông, fils de Nghê Tông, abdique ;12e Empereur
- 1398-1400 : Trần Thiếu Đế son fils, abdique.13e Empereur